# Har Karkom
Koordinaten: 30° 17′ 17″ N, 34° 44′ 42″ O

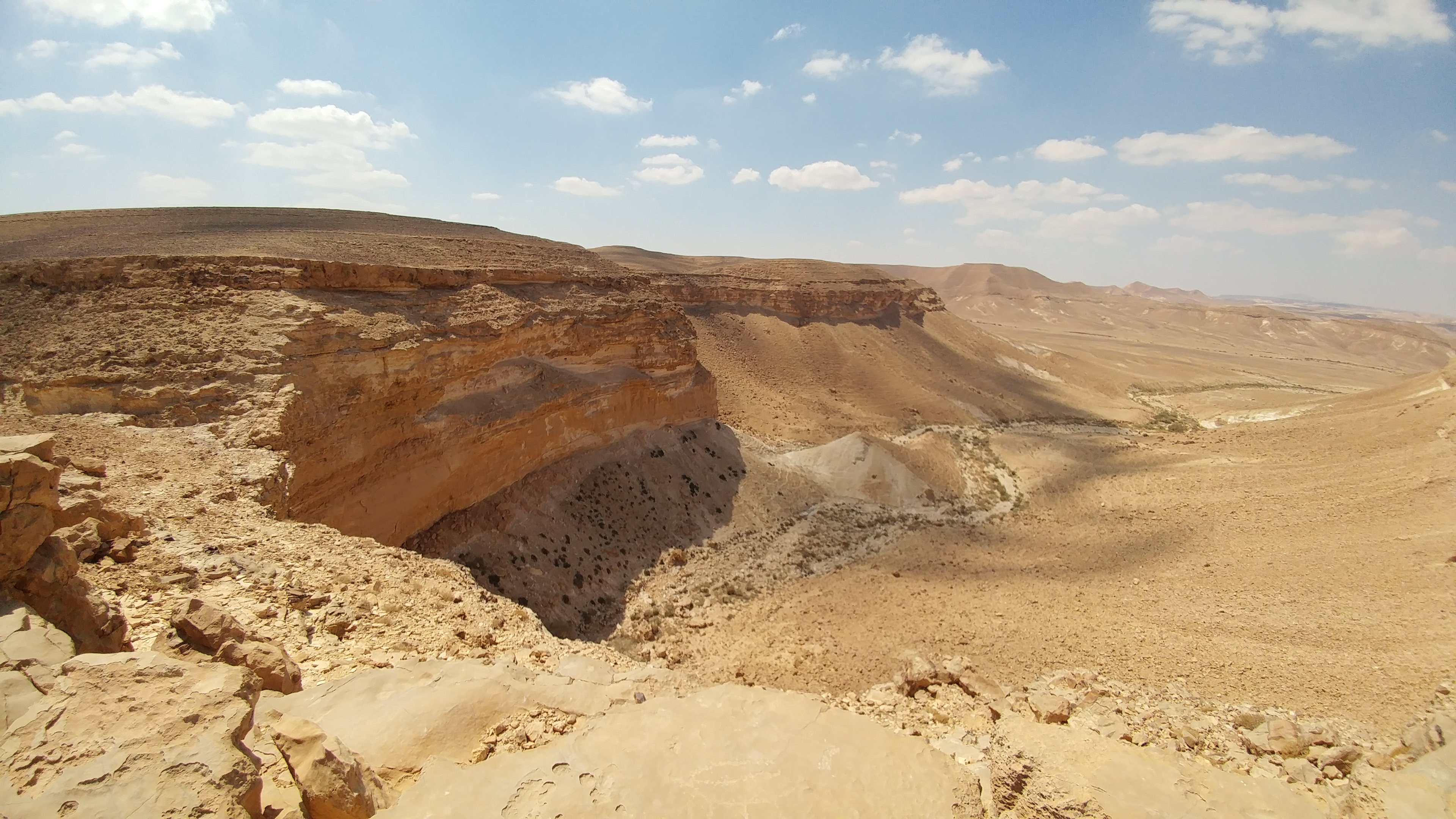
Har Karkom

Har Karkom (hebräisch הר כרכום har karkōm, deutsch ‚Safranberg‘, arabisch جبل عديد, DMG Ǧabal ʿAdīd) ist eine archäologische Stätte in Israel. Sie befindet sich im Südbezirk.

## Lage
Har Karkom ist ein von weitem sichtbarer Höhenzug im südlichen Negev, am Nordrand des Wadi Nachal Paran, etwa 4,5 km lang und zwischen einem und 2,5 km breit. Er ist wegen seiner etwa 300 m steil aufragenden Klippen schwer zugänglich. Das Gipfelplateau des zentralen Tafelbergs erhebt sich 847 m über dem Meeresspiegel. Zwei Pfade führen auf dieses Plateau: der eine führt über schon in der Antike ausgehauene Stufen empor, der andere steigt zickzackförmig am Hang hinauf; hier gibt es zahlreiche Felsritzungen und Steinsetzungen. Etwa 7 km nördlich vom Har Karkom befindet sich eine Quelle (Beʾer Karkom).

## Geschichte

### Paläolithikum
Im Bereich des Har Karkom gibt es zahlreiche Fundstellen der Mittelsteinzeit. Weil hier Werkplätze der Feuersteinbearbeitung waren, gibt es Abschläge ebenso wie qualitativ hochwertige Faustkeile. Außerdem fand man Spuren von Hütten, die dieser Periode zugeordnet wurden.

### Bronzezeit
Schon seit der ausgehenden Kupfersteinzeit und dann in der Früh- und Mittelbronzezeit war der Har Karkom ein bedeutendes kultisches Zentrum. Aus dieser Zeit stammen zahlreiche Felsritzungen, Mazzeben, Tumuli und Steinkreise sowie möglicherweise die Reste eines Tempels. Nach der Mittelbronzezeit wurde der Ort für rund 900 Jahre aufgegeben.

## Forschungsgeschichte
Der Prähistoriker Emmanuel Anati besuchte den Har Karkom erstmals 1954 bei einem Survey der Felsritzungen im südlichen Negev. 1980 begann ein gemeinsames Forschungsprojekt des Centro Camuno di Studi Preistorici, der israelischen Altertümerverwaltung und des Archaeological Survey of Israel, finanziell unterstützt vom italienischen Außenministerium. Das Team unter Leitung von Anati führte bis 1983 einen Survey des Geländes durch. Anati identifiziert den Har Karkom seitdem mit dem Berg Sinai bzw. Horeb der Hebräischen Bibel, und zwar ungeachtet dessen, dass es gerade in der Spätbronzezeit bis Eisenzeit I keinen Hinweis auf menschliche Anwesenheit am Berg gibt. Deshalb kommt Anati zu einer neuen Chronologie der Frühgeschichte Israels und datiert den Auszug aus Ägypten in das späte 3. Jahrtausend v. Chr.
Die zwei Phasen intensiver kultischer Aktivität in der Bronzezeit ordnet er versuchsweise der Zeit der Patriarchen (Bronze Age Complex II) und der Zeit des Mose (Bronze Age Complex IV) zu. 1994 entdeckte Anati eine Höhle, die in der Bronzezeit von einem Eremiten bewohnt gewesen sei, und zog als Parallele einen in der Bibel erwähnten Höhlenaufenthalt des Mose heran (Ex 24,18 ).

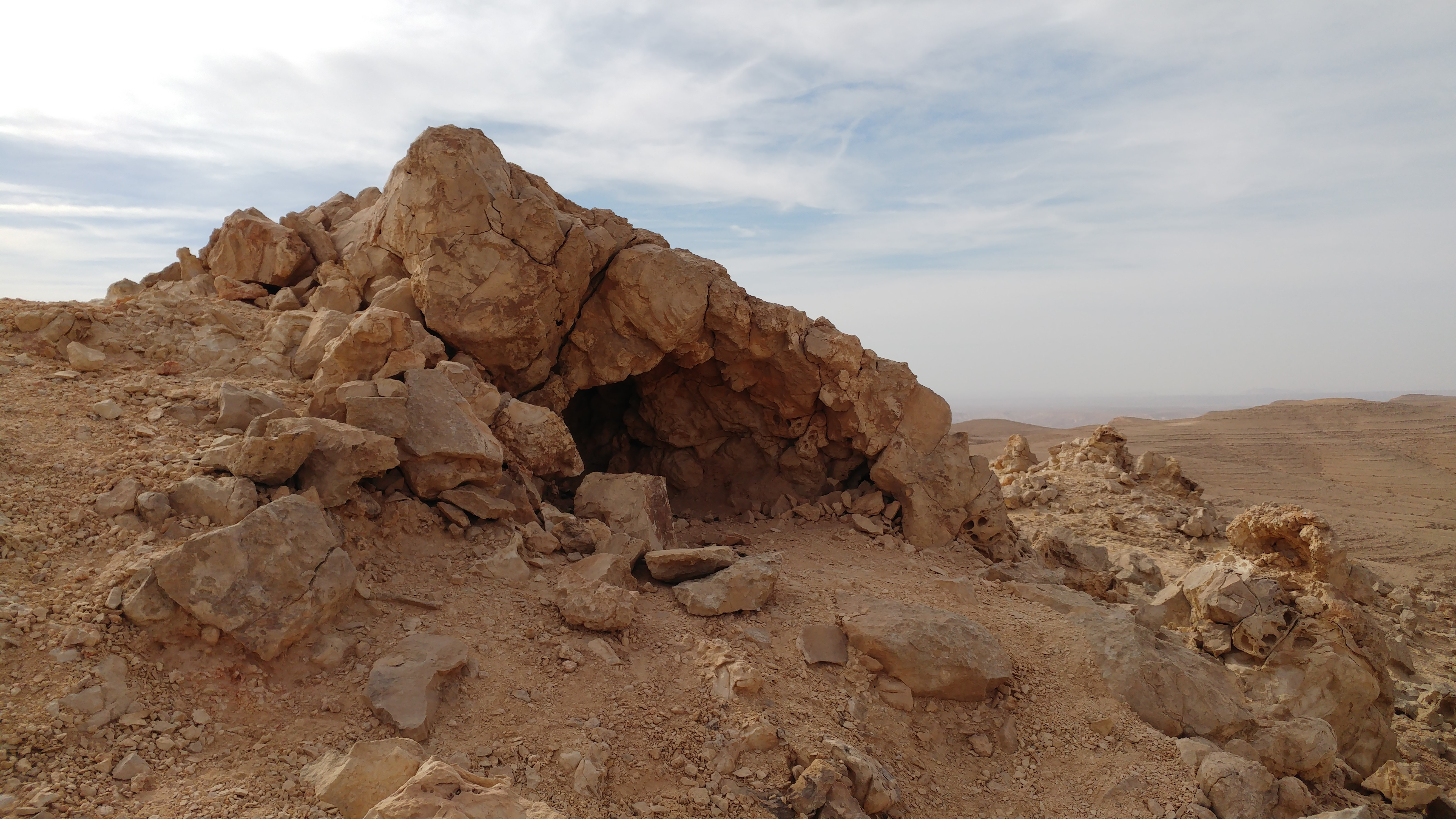
„Höhle des Mose“
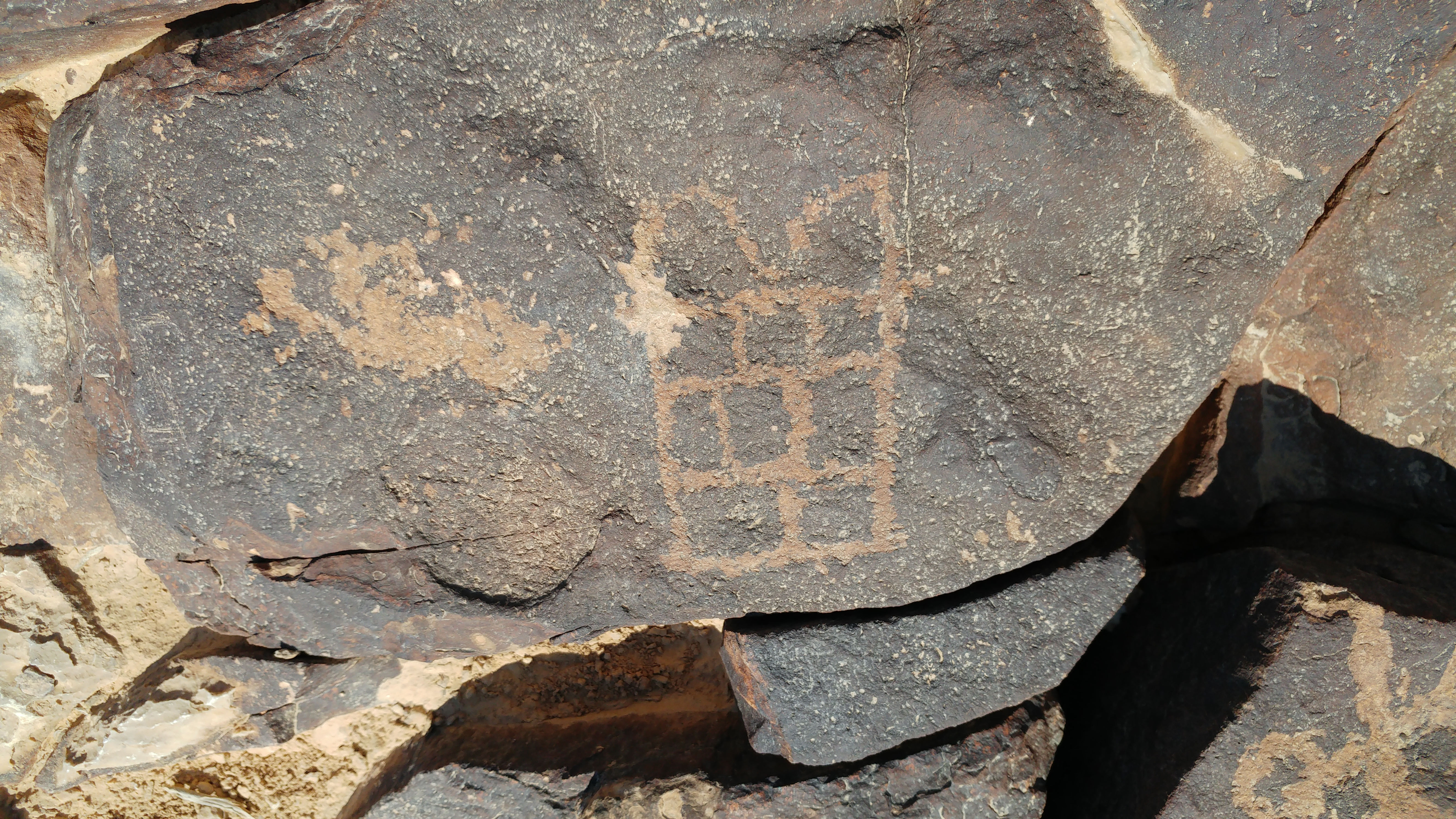
Steinritzung, von Anati als Tafeln der zehn Gebote interpretiert
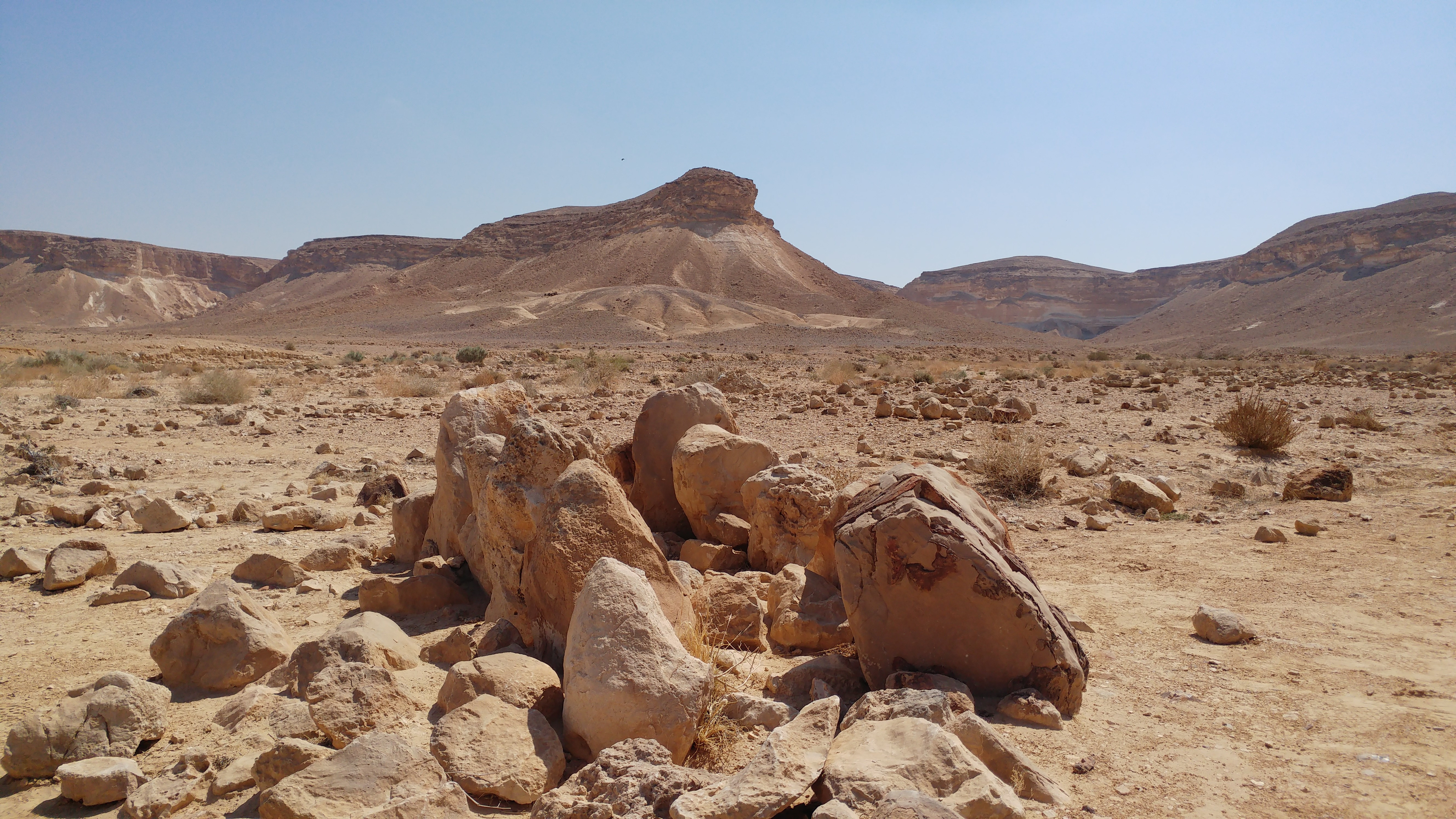
12 aufgerichtete Steine, von Anati mit Ex 24,8 EU in Verbindung gebracht

In rund 30 Jahren Feldarbeit wurden unter Leitung Anatis in einem Gelände von rund 200 Quadratkilometern rund 1300 archäologische Fundplätze erfasst und einige davon probeweise angegraben.
Anatis Hypothesen stellen eine Minderheitsmeinung dar; zu den ausgesprochenen und frühen Kritikern gehört Israel Finkelstein. Während Anati 2010 ankündigte, der Vatikan werde sich bald seiner Meinung anschließen, dass der Berg Sinai im Negev liege und mit dem Har Karkom identisch sei, erklärte Finkelstein, er sehe keine Verbindung zwischen den bronzezeitlichen Befunden vom Har Karkom und der biblischen Exoduserzählung: „Durch die Wüste zu wandern, in der einen Hand die Bibel und in der anderen den Spaten, das ist eine Unternehmung aus dem 19. Jahrhundert, die in der modernen Wissenschaft keinen Platz hat.“

## UNESCO-Welterbe
Im Jahr 2000 wurde die archäologische Stätte Har Karkom wegen ihrer Felsritzungen auf der Tentativliste des UNESCO-Welterbes eingetragen (Kriterien iii und iv). Diese Petroglyphen sind über einen sehr langen Zeitraum entstanden, beginnend mit der Jungsteinzeit, über Kupfersteinzeit, Früh- und Mittelbronzezeit, Antike (Nabatäer) bis in die byzantinische und frühe arabische Zeit.